# Porsche 918 Spyder
El Porsche 918 Spyder es un Superesportiu Biplaça Híbrid Endollable dissenyat per Michael Mauer, fabricat a Alemanya: Zuffenhausen, Stuttgart per l’empresa de Porsche.
Disposa d’un motor V8 de 4593 cm (4,6 L) que desenvolupa 608 CV (600 HP; 447 kW) a 8700 rpm, a mes de dos motors elèctrics connectats a la transmissió: un a l’eix davanter i un altre al darrere, que proporcionen uns 210 kW (286 CV; 282 HP) extra per un total combinat de 887 CV (875 HP; 652 kW) i 1280 N·m (944 lb·pie) de parell màxim. És el segon automòbil híbrid endollable de Porsche, després del Porsche Panamera S E-Hybrid del 2014.

## Presentació
Va ser fabricat al setembre de 2013 per primera vegada i va terminar la seva producció al juny del 2015. Aquest es va presentar al saló del Automòbil de Ginebra  per primera vegada com un concepte al març del 2010. La intenció d’aquest va ser que sigui el hereu del Porsche Carrera GT

## Producció i vendes
Els preus per el 918 Spyder començaven a partir de 611.000 €. El preu mitja actualment a nivell nacional d’un 918 Spyder 2015 es de 2.596.128 dòlars, amb preus des de 2.059.188 dòlars. La producció  va tancar el juny de 2015, com estava programada ja que la intenció era fabricar solament 918 unitats d’aquest model de cotxe.
El país amb més comandes era Estats Units, amb 297 unitats, seguit de Xina i Alemanya, amb aproximadament 100 cadascun i Canada que en va encomanar 35.

## Record en nürburging
Una de les grans fites del Porsche 918 Spyder va ser batre un nou record al circuit de Nürburgring marcant un temps de 6 minuts i 57 segons el setembre de 2013 (el mateix any quan va ser fabricat), aquest record va ser batut amb el temps, com per exemple per el Porsche 911 GT2 RS (6 minuts i 44 segons), encara que no hi ha registre al complet, va ser batut al 2021.